# Zhuhu (sockenhuvudort i Kina, Jiangxi Sheng, lat 29,19, long 116,67)
Zhuhu är en sockenhuvudort i Kina. Den ligger i provinsen Jiangxi, i den sydöstra delen av landet, omkring 95 kilometer nordost om provinshuvudstaden Nanchang. Antalet invånare är 15 942. Befolkningen består av 8 189 kvinnor och 7 753 män. Barn under 15 år utgör 32 %, vuxna 15-64 år 55 %, och äldre över 65 år 12,0 %.
Runt Zhuhu är det ganska tätbefolkat, med 248 invånare per kvadratkilometer. Närmaste större samhälle är Shuanggang, 13,5 km söder om Zhuhu. Trakten runt Zhuhu består till största delen av jordbruksmark.
Genomsnittlig årsnederbörd är 2 232 millimeter. Den regnigaste månaden är juni, med i genomsnitt 350 mm nederbörd, och den torraste är oktober, med 55 mm nederbörd.